# Estoa de Eumenes

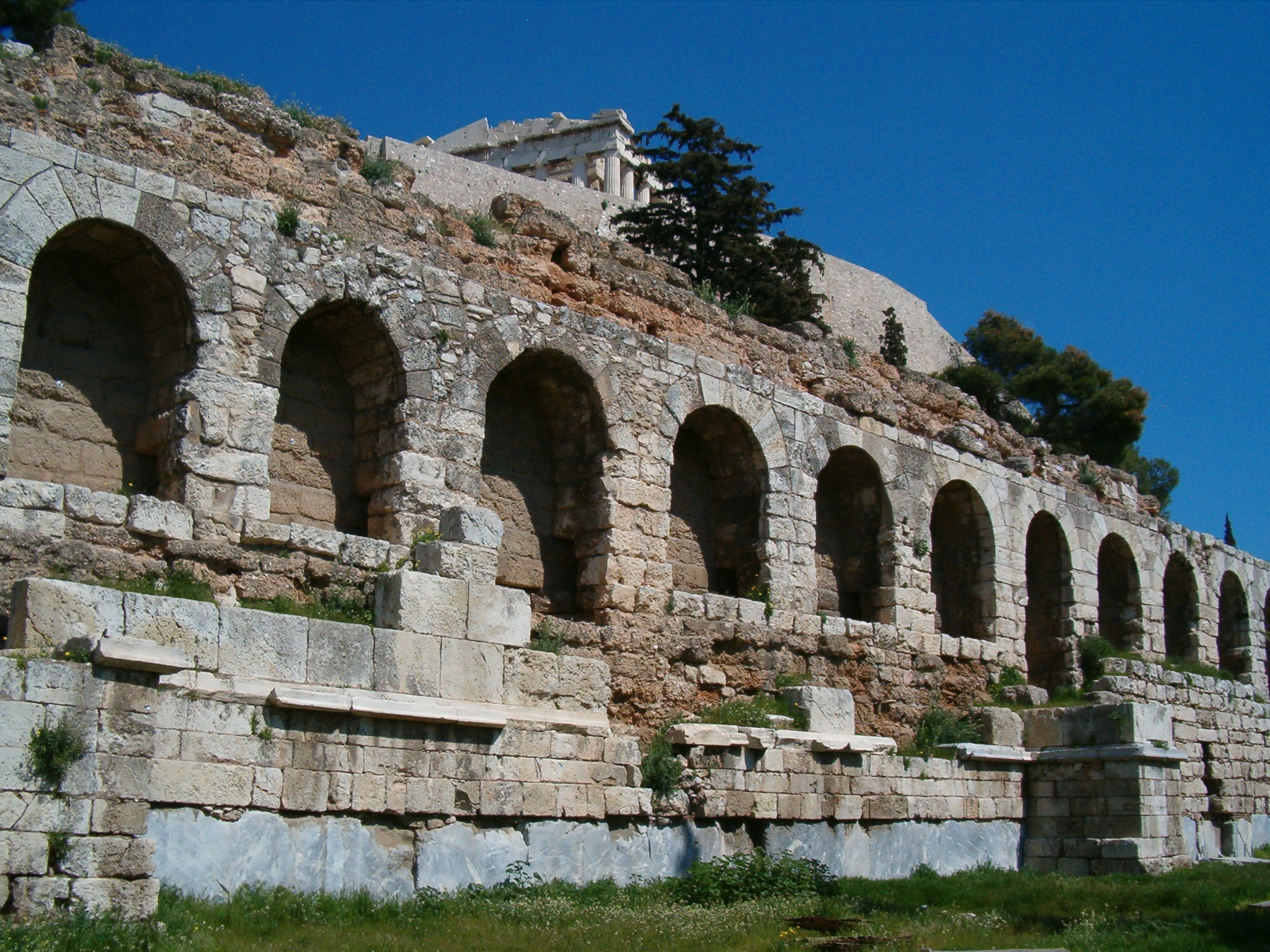
Arcadas de la Estoa de Eumenes.

La Estoa de Eumenes (Pórtico de Eumenes) está situada en la parte sur de la acrópolis de Atenas, entre el Odeón de Herodes Ático y el Teatro de Dioniso. Era el lugar de reunión y de paso de los visitantes de ambos edificios.

## Descripción
Fue construida, en el siglo II a. C., por mandato del rey Eumenes II de Pérgamo (cuyo hermano, Atalo II, hizo construir la Estoa de Átalo en el ágora de Atenas, probablemente encargada al mismo arquitecto).

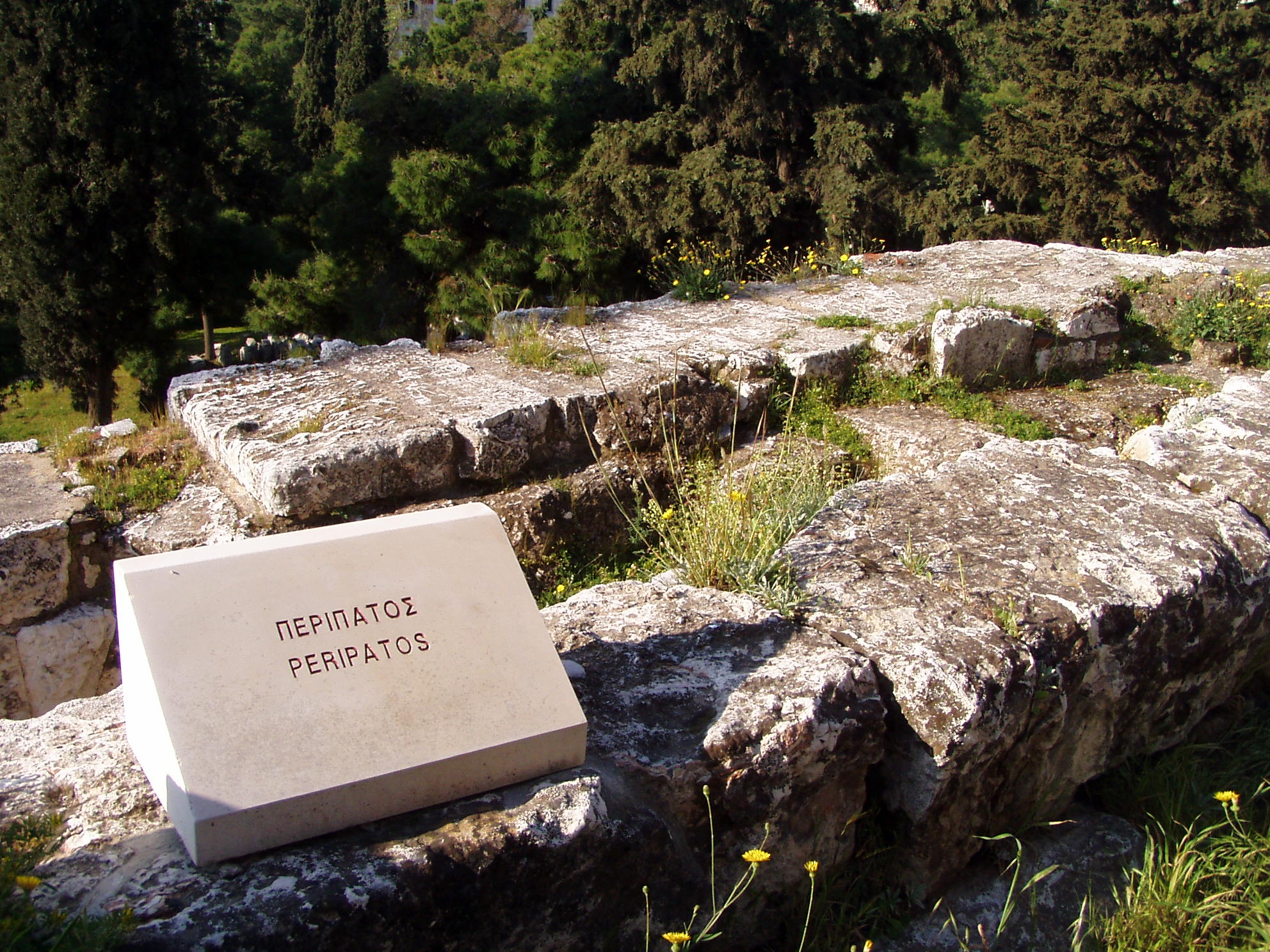
Tramo de la Estoa de Eumenes junto al Peripatos.

Consta de una gran planta rectangular de 163 m x 17,65 m, con dos pisos de altura. La fachada era una columnata de mármol. Tenía dos galerías longitudinales separadas por columnas, las exteriores dóricas y las interiores jónicas, con capiteles de tipo pérgamo en el piso superior.
Después de su destrucción por los hérulos, en 267, algunos materiales de este monumento se usaron en la puerta Beulé de la acrópolis. Las arcadas restantes, visibles actualmente y pertenecientes a un muro de contención, se integraron en la muralla defensiva bizantina del año 1060.

## Monumento a Nicias
Delante de la explanada del pórtico de Eumenes, en su parte este, se ha excavado el antiguo monumento a Nicias. Construido en 319 a. C., tenía forma de templo dórico, con seis columnas en su fachada. En 237 fue desmantelado, para reutilizar sus materiales en la puerta Beulé, y solo se conservan los cimientos.

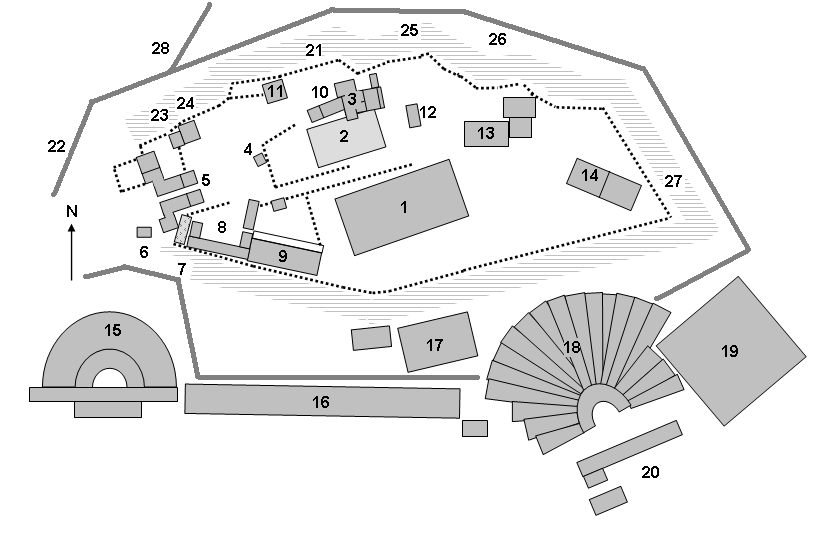
Plano de la acrópolis de Atenas: la Estoa de Eumenes es el número 16.